# Bab Mansur

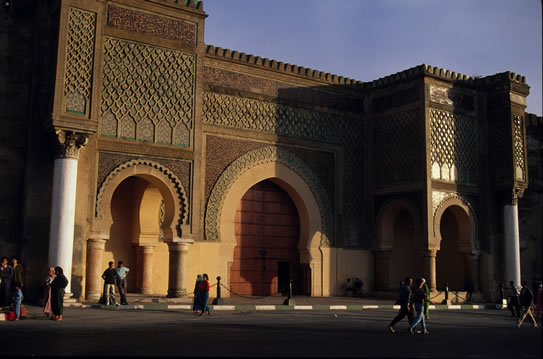
Puerta Bab Mansour

Bab Mansur el-'Alj o simplemente Bab Masur es una puerta de entrada a la ciudad de Mequinez construida en 1732. Se considera una de las construcciones más hermosas realizadas durante el gobierno de Mulay Ismail, y es la puerta más grande de Marruecos y África del Norte.  Se cree heredó el nombre del esclavo cristiano que la diseñó.
Está muy bien conservada, ya que actualmente para entrar en la ciudad no se entra por la puerta en sí, sino por la zona lateral. Está concebida como un gran arco de triunfo, que conduce a la plaza Lalla Aouda y al barrio Dar e-Kebira.
Su construcción comenzó en 1672 durante el reinado de Mulay Ismail, y fue completada durante el de su hijo Mulay Adallah en 1732. Mide unos 16 metros de alto y está rematada por un arco de herradura apuntado. La decoración es de mosaicos, en su mayoría verdes, y motivos entrelazados.